# Liont
Liont (* 16. Oktober 1992 in Solingen; bürgerlich Timoteo Micael Gonzalez Gonzalez) ist ein deutscher Webvideoproduzent sowie Rap- und Pop-Musiker.

## Biografie
Mit 13 Jahren begann Gonzalez mit dem Rappen. Mit 16 machte er eigene Songs über MySpace verfügbar und eröffnete 2011 seinen YouTube-Kanal Liont TV, wo er auch Musikvideos veröffentlichte. Populär wurde er jedoch vor allem mit seinen Videos zu Alltagsthemen eines Jugendlichen. Innerhalb eines Jahres erreichte er 300.000 Abonnenten und gewann bei den Videodays 2013 die Auszeichnung „Newcomer des Jahres“. Zwei Jahre später war die Zahl seiner Kanalabonnenten auf über 1,4 Millionen gestiegen, womit er unter den Top 20 der deutschen YouTuber-Kanäle rangierte. Sein zu diesem Zeitpunkt beliebtestes Video 15 Arten zu küssen! wurde mit über 7,5 Millionen Aufrufe gelistet, knapp zwei Dutzend weitere Videos waren über der Millionengrenze.
Neben Vlogs und Comedy-Videos wirkt Liont auch bei Musikvideos wie Dreh die Zeit zurück mit. Mit dem Internetmusiker Kayef nahm Gonzalez 2012 das Lied Gegen den Rest der Welt auf, das auf über 5 Millionen Aufrufe kam. Ein Jahr später wurde das gemeinsame Album Sexstreetboys veröffentlicht. Auf dem ersten Labelalbum von Kayef Relikte letzter Nacht war er als Gast vertreten, ihr gemeinsames Lied Nie wieder niemand wurde die Vorabsingle und konnte sich in Deutschland und Österreich in den Charts platzieren. Drei Wochen später folgte mit Komm mit eine zweite Veröffentlichung, die sich noch etwas besser platzieren konnte.
Für 2015 bereitete Liont sein eigenes Debütalbum mit dem Titel Löwenkind vor. Am 23. Januar veröffentlichte er vorweg den Song Doppelkinn als Video und als Single. In seinen Internetvideos kokettiert er mit seinem eigenen Doppelkinn. Er stieg auf Platz acht der deutschen iTunes-Charts ein, erreichte Platz 33 der deutschen Musikcharts und Platz 20 in den österreichischen Ö3 Austria Top 40. Sein Album wurde überwiegend negativ rezensiert.
Neben seinem Hauptkanal betreibt Liont seit Oktober 2012 einen zweiten YouTube-Kanal mit dem Namen LionTVlog, der etwa eine halbe Million Abonnenten hat. Auf Instagram hat er über drei Millionen Abonnenten. Von 2011 bis 2015 war er in einer Beziehung mit der Webvideoproduzentin Dagi Bee.
2015 wirkte er im Kino-Film Bruder vor Luder mit.

## Kritik
Insbesondere aus der Deutschrap-Szene wurde Liont wiederholt kritisiert. So lautete ein Vorwurf, dass es ihm „nicht um Musik“ gehe, sondern darum, „durch Produktplatzierung möglichst hohe Einnahmen auf Kosten seiner überwiegend minderjährigen Fans zu erzielen“. Der Rapper Gio schrieb einen Disstrack gegen Liont, der 7,5 Millionen Mal abgerufen wurde, es folgte ein Disstrack des Rappers 4Tune. Auf einer Liste mit den „Top 30 meistgehassten Alben des Jahres 2015“, die vom Magazin laut.de erstellt wurde, belegte das Liont-Album Löwenkind den Spitzenplatz. Das Szenemagazin rap.de urteilte zum Album Löwenkind: „Man hört Liont übrigens auch die mangelnde Routine, den unausgegorenen Stimmeinsatz und das dürftige Taktgefühl an. Und zwar in jedem Song.“
Margarete Stokowski kritisiert Liont in ihrem Buch  „Untenrum frei“ aufgrund frauenfeindlicher Äußerungen.

## Diskografie
Alben
- Sexstreetboys (Liont & Kayef, 2012)
- Löwenkind (2015)

EP
- Broken (2020)

Singles
- Internetstars (feat. Kayef) (2012)
- Dreieck nicht vergessen (2013)
- Wie ein Bruder (feat. Lil Rain) (2013)
- Gesucht und gefunden (mit Kayef feat. Lil Rain) (2013)
- Snapback, G-Shock, Airmax (mit Kayef) (2013)
- #WTF (2013)
- 1 Million (2014)
- Doppelkinn (2015)
- Komm mit (2015)
- Montag (2015)
- Alle gleich (feat. Kayef) (2015)
- Halt deine Schnauze (mit Die Lochis) (2015)
- 100% (2018)
- Vergessen (2019)
- Shawty (2019)
- Gegen den Rest der Welt (2019)
- Weisst du noch? (mit Kayef) (2019)
- Verstehst du? (2019)
- 2015 (2020)
- Fake (2020)
- Lifesaver (2020)
- Vielleicht (mit Bekka) (2020)
- (24/7) Nur mit Dir (2020)
- Das Beste (2020)
- I Follow U (2021)